# Apicia exacaria
Apicia exacaria är en fjärilsart som beskrevs av Achille Guenée 1858. Apicia exacaria ingår i släktet Apicia och familjen mätare. Inga underarter finns listade i Catalogue of Life.